# Gaylord Sangston Truesdell
Pour les articles homonymes, voir Truesdell.
Gaylord Sangston Truesdell, né le 10 juin 1850 à  Waukegan dans l'État de l'Illinois et mort le 13 juin 1899 à New York, est un peintre américain.

## Biographie
Gaylord Sangston Truesdell naît le 10 juin 1850 à  Waukegan dans l'État de l'Illinois.
D'abord lithographe à Saint-Louis, Chicago et Philadelphie. Fin 1876, il rejoint la colonie artistique d'Écouen et loue l’appartement et l’atelier de Charles-Édouard Frère (en). De retour aux États-Unis, il étudie à l’Académie de Pennsylvanie puis, en 1885, revient en France étudier à Paris où il est élève de Fernand Cormon, Pierre-Édouard Frère et Gustave Moreau. Il revient habiter et travailler à Écouen en 1890 et 1891.
Il expose dans plusieurs salons de Paris entre 1886 et 1895 et, en 1889, reçoit une médaille de bronze à l’Exposition Universelle de Paris et une médaille de seconde classe en 1892.
En 1892, son tableau Vaches au bord de la rivière reçoit la première médaille d’or décernée par le salon à un peintre américain.
Il meurt le 13 juin 1899 à New York.
En 2021, lors de l'exposition consacrée aux peintres étrangers de la colonie d'Étaples, le musée du Touquet-Paris-Plage expose une de ses œuvres.

## Collections publiques
- Pas-de-Calais, collection du département : A Shepherd and his flock within a vast landscape, huile sur toile, 1894[3].

Œuvres de Gaylord Sangston Truesdell
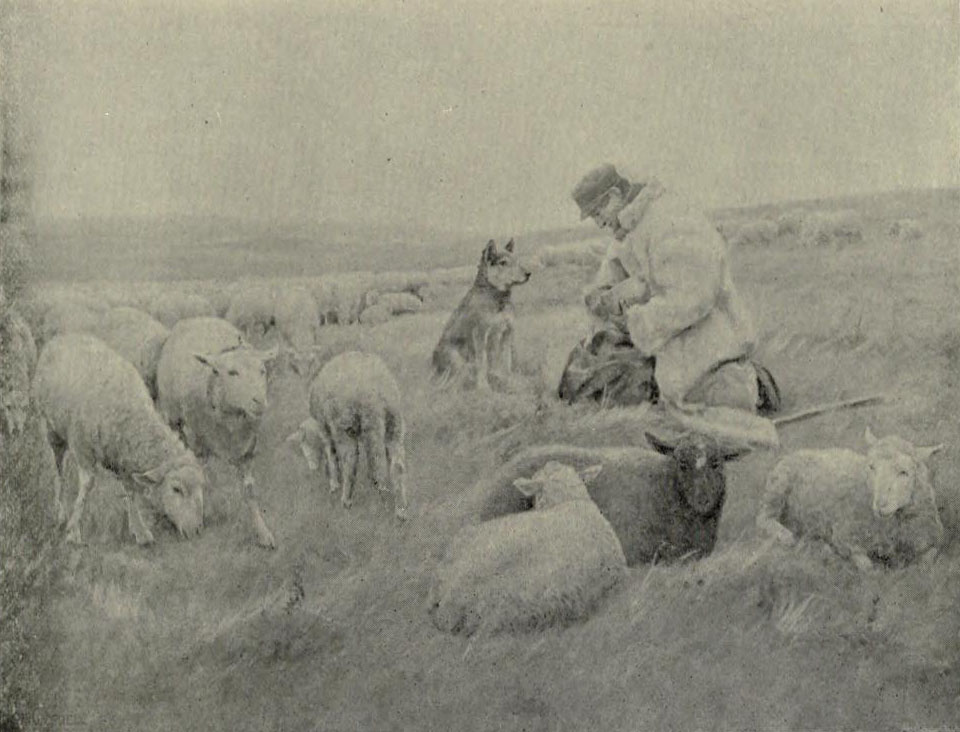
The Shepherd's Lunch, huile sur toile, 1892.
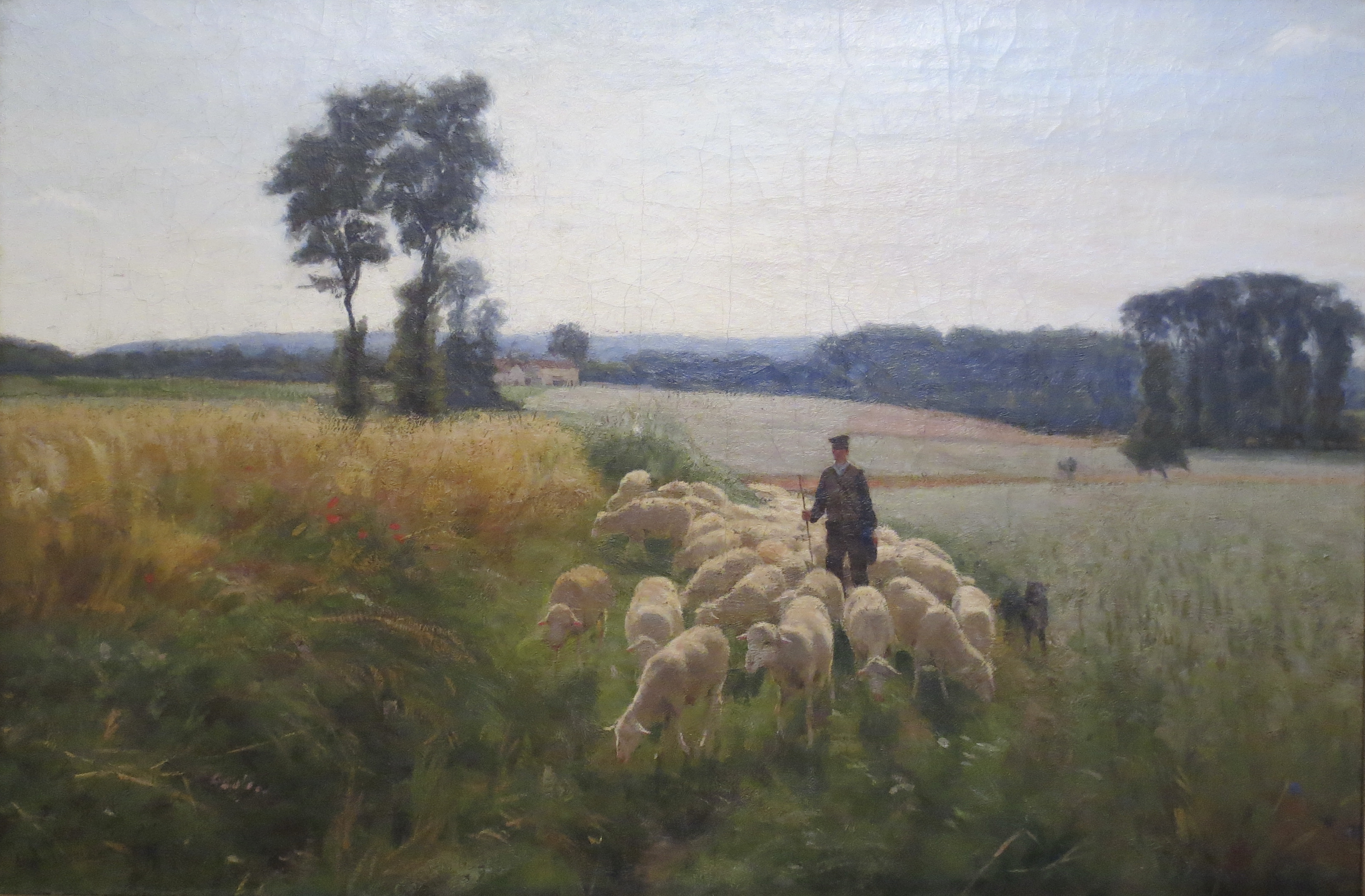
A Shepherd and his flock within a vast landscape, huile sur toile, 1893.